# ゾラン・フィリポヴィッチ
ゾラン・フィリポヴィッチ（セルビア語: Зоран Филиповић, ラテン文字転写: Zoran Filipović、1953年2月6日 - ）は、モンテネグロとセルビア（旧ユーゴスラビア）の元サッカー選手、サッカー指導者。ポジションはフォワード。

## 経歴
レッドスター・ベオグラードで公式戦263試合に出場し通算4位の138得点を決めた。その後ベルギーのクラブ・ブルッヘを経て渡ったポルトガルのSLベンフィカとボアヴィスタFCでも活躍した。ユーゴスラビア代表では1971年から1977年までの13試合に出場した。指導者としてはヨーロッパ、アジア、アフリカで多くのクラブを率いた。